# Sertularella paessleri
Sertularella paessleri är en nässeldjursart som beskrevs av Gustav Hartlaub 1901. Sertularella paessleri ingår i släktet Sertularella och familjen Sertulariidae. Inga underarter finns listade i Catalogue of Life.